# Марсела Детройт
Марсела Леви (на английски: Marcella Detroit), известна под артистичните си псевдоними Марси Леви и Марсела Детройт, е американска певица, композитор, текстописец и музикант. Позната е от съвместната си работа с Ерик Клептън, както и като част от дуото Шекспирс Систър, заедно с Шивон Фахи от Бананарама.

## Дискография
Солови албуми
- Marcella (1982) - първи студиен албум, записан под псевдонима Марси Леви
- Jewel (1994) - първи студиен албум под името Марсела Детройт
- Feeler (1996)
- Dancing Madly Sideways (2001)
- The Upside Of Being Down (2006) - първи студиен албум заедно с Marcy Levy Band
- The Vehicle (2013)
- For The Holidays (2013)
- Gray Matterz (2015)
- Made In Detroit (2021)
- Gold (2021)

Албуми с Шекспирс Систър
- Sacred Heart (1989)
- Hormonally Yours (1992)
- Ride Again EP (2019)

Други албуми
- Ballerina (1985) - заедно с Даян Рийвс, издаден под името Марси Леви
- Without Medication plus MTV Buzz Live (1996)
- Abfab Songs EP (1999)
- Demoz (1999)
- Button Fly Blues EP (2003) - Първи записи с Marcy Levy Band
- ReSisters (2017) - като част от групата The Nasty Housewives